# Xanthoparmelia toolbrunupensis
Xanthoparmelia toolbrunupensis är en lavart som beskrevs av Elix. Xanthoparmelia toolbrunupensis ingår i släktet Xanthoparmelia och familjen Parmeliaceae.   Inga underarter finns listade i Catalogue of Life.